# Meglutol
Meglutol (INN, más néven 3-hidroxi-3-metilglutársav, β-hidroxi-β-metilglutársav, HMG) koleszterin-, triglicerid-, szérum béta-lipoprotein- és foszfolipidszint-csökkentő gyógyszer.

## Hatásmód
Gátolja az ecetsav HMG-CoA-vá(en) alakulását. Gátolja a HMG-CoA-reduktáz(en) enzimet, amely a koleszterin bioszintézisének mennyiségi szabályzója.

## Készítmények
Nemzetközi forgalomban:
- Lipoglutaren
- Mevalon

Magyarországon nincs forgalomban.